# Elisabeth von Braunschweig und Lüneburg
Elisabeth von Braunschweig und Lüneburg, auch als Prinzessin oder Herzogin Elisabeth von Braunschweig-Wolfenbüttel bezeichnet (geboren um 1491; gestorben am 24. März 1563), war eine Priorin und Domina des Augustinerinnenstifts Steterburg bei Salzgitter.

## Leben
Elisabeth war eine Tochter des Herzogs Heinrich von Braunschweig und Lüneburg und dessen Frau Katharina von Pommern († 1526), Tochter von Herzog Erich II. von Pommern und dessen Frau Sophia. Sie hatte mehrere Geschwister. Von den Eltern für eine kirchliche Laufbahn bestimmt, wurde sie zunächst im Kloster Wiebrechtshausen bei Northeim von den adeligen Damen Katharina (1555–1561 Äbtissin des Klosters) und Margarethe von Oldershausen erzogen, ehe sie 1503 in das Augustinerinnenstift Steterburg eingeführt wurde. Um das Jahr 1515 wurde sie von ihrem Bruder Heinrich d. J. im Amt einer Priorissa bestätigt. Zu jener Zeit umfasste das Stift rund 2860 Morgen Ackerland und 140 Morgen Wiesenflächen und galt als das größte Kloster im Herzogtum Braunschweig-Lüneburg. Sie wurde bald darauf Domina des Stifts. 1519 wurde Nikolaus Decius dort zum Propst erwählt, der als Komponist von Kirchenliedern bekannt wurde. Die fortschreitende Reformation führte im Mai 1529 dazu, dass die „papistischen Gottesdienste“ untersagt wurden. Im Kreuzkloster wurden die Messaltäre abgebrochen, und das Vieh wurde beschlagnahmt. Daher ließ Gertrud von Holle, die dortige katholische Äbtissin, alle Wertgegenstände, die Kleinodien und das Archiv in das Augustinerchorfrauenstift Steterburg bringen. Die Äbtissin von Steterburg wiederum ließ diese in die von Truppen ihres Bruders verteidigte Feste Wolfenbüttel bringen. Hier wurden sie in einem „Gewölbe“ verwahrt. Der Rat der Stadt Braunschweig verlangte 1530 von Gertrud von Holle, die Archivalien und Kleinodien zurückzugeben. Auf den Konvent des Kreuzklosters wurden zudem Repressalien ausgeübt. Der Herzog sowie der Bischof Balthasar von Hildesheim und die Stifterfamilie von Campe legten gegen diese Behandlung erfolglos Protest ein.

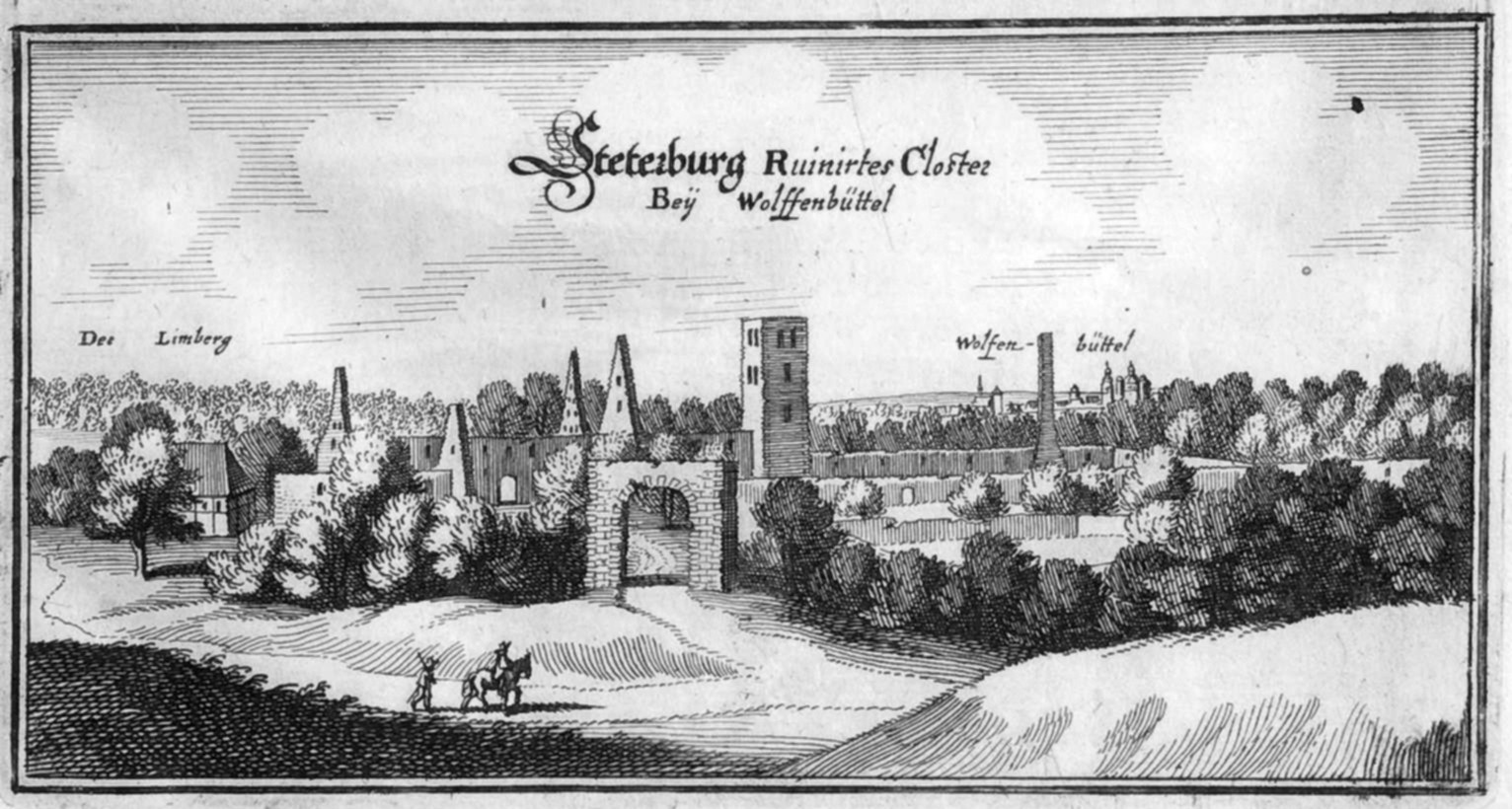
Das verwüstete Kloster Steterburg

Im Jahr 1542 wurde das Kloster durch die Truppen des Schmalkaldischen Bundes verwüstet. Dabei wurden von den Bürgern der Stadt Braunschweig die Einrichtung, die Altäre und die Orgel zerstört und unter anderem auch die Leichname der verstorbenen Herzogin Maria (1496–1541) und ihrer früh verstorbenen Tochter Maria (Äbtissin von Gandersheim) und eines Sohnes Johann[es] aus der Krypta gerissen und den „Schweinen zum Fraß hingeworfen“. Kelche, Monstranzen, alles was Wert hatte sowie das Vieh wurden nach Braunschweig gebracht. Die Domina floh mit einigen ihrer Chorfrauen über Wolfenbüttel nach Hildesheim. Die verbliebenen Chorfrauen bekannten sich zur Reformation und zum Protestantismus. Neue Leiterin als evangelische Priorin wurde Margarethe Horneburg (auch Margareta Hornburg, Margareta Hornborges, seit 1536 Unterpriorin des Stifts). Kurz darauf klagte Herzog Heinrich d. J. wegen des angerichteten Schadens vor dem Reichskammergericht in Speyer, um eine Wiedergutmachung und den kompletten Wiederaufbau der Anlage zugunsten seiner Schwester zu erreichen. Im Jahr 1549 wurden die Braunschweiger verurteilt das Kloster vollständig wieder aufzubauen und die entstandenen Schäden mit Zins und Zinseszins zu begleichen. Doch zunächst wurde Steterburg im Jahr 1553 nochmals verwüstet, ehe es zum Friedensschluss mit der Stadt Braunschweig kam, die der Herzog bereits mehrmals vergeblich belagert hatte. Elisabeth kehrte im Jahr 1562 in das Kloster zurück und setzte die Entschädigungszahlungen für den Wiederaufbau ein.